# Lycaeides calabricola
Lycaeides calabricola är en fjärilsart som beskrevs av Ruggero Verity 1921. Lycaeides calabricola ingår i släktet Lycaeides och familjen juvelvingar. Inga underarter finns listade i Catalogue of Life.